# Santa Ana (Cagayan)
Santa Ana is een gemeente in de Filipijnse provincie Cagayan op het eiland Luzon. Hoewel het grootste deel van de gemeente op het eiland Luzon ligt, behoren ook enkele eilandjes voor de kust tot de gemeente. De grootste hiervan is Palaui. Bij de laatste census in 2007 had de gemeente bijna 26 duizend inwoners.

## Geografie

### Bestuurlijke indeling
Santa Ana is onderverdeeld in de volgende 16 barangays:
| - Batu-Parada - Casagan - Casambalangan - Centro - Diora-Zinungan - Dungeg - Kapanikian - Marede | - Palawig - Patunungan - Rapuli - San Vicente - Santa Clara - Santa Cruz - Tangatan - Visitacion |

## Demografie
Santa Ana had bij de census van 2007 een inwoneraantal van 25.833 mensen. Dit zijn 4.221 mensen (19,5%) meer dan bij de vorige census van 2000. De gemiddelde jaarlijkse groei komt daarmee uit op 2,49%, hetgeen hoger is dan het landelijk jaarlijks gemiddelde over deze periode (2,04%). Vergeleken met de census van 1995 is het aantal mensen met 7.193 (38,6%) toegenomen.

De bevolkingsdichtheid van Santa Ana was ten tijde van de laatste census, met 25.833 inwoners op 441,3 km², 42,2 mensen per km².